# August Wilhelm Iffland

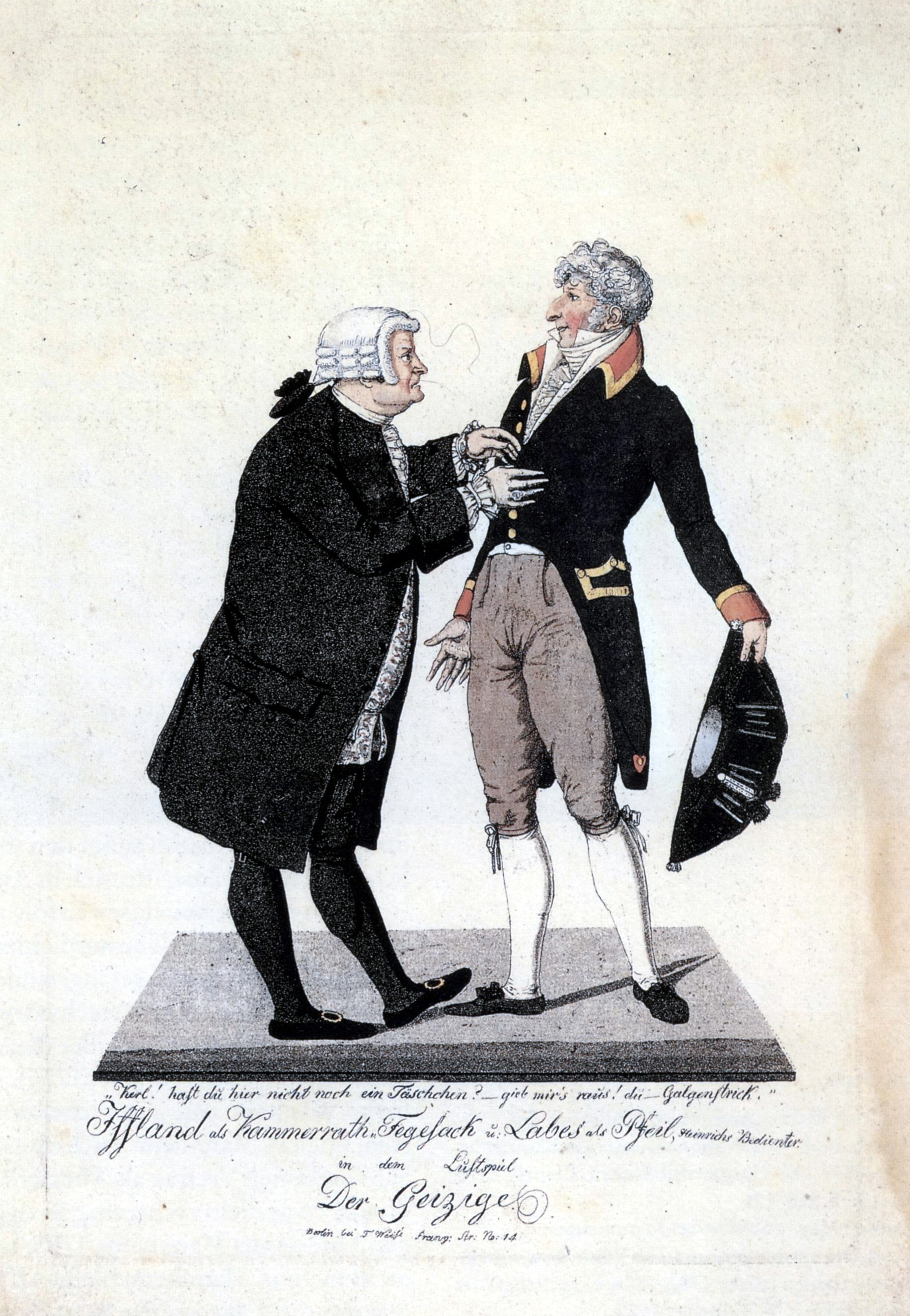
August Wilhelm Iffland y Franz Labes interpretando a Harpagon y La Flèche en "El avaro" de Molière. Litografía de Friedrich Weise inspirada en una función de 1810 en Berlín.

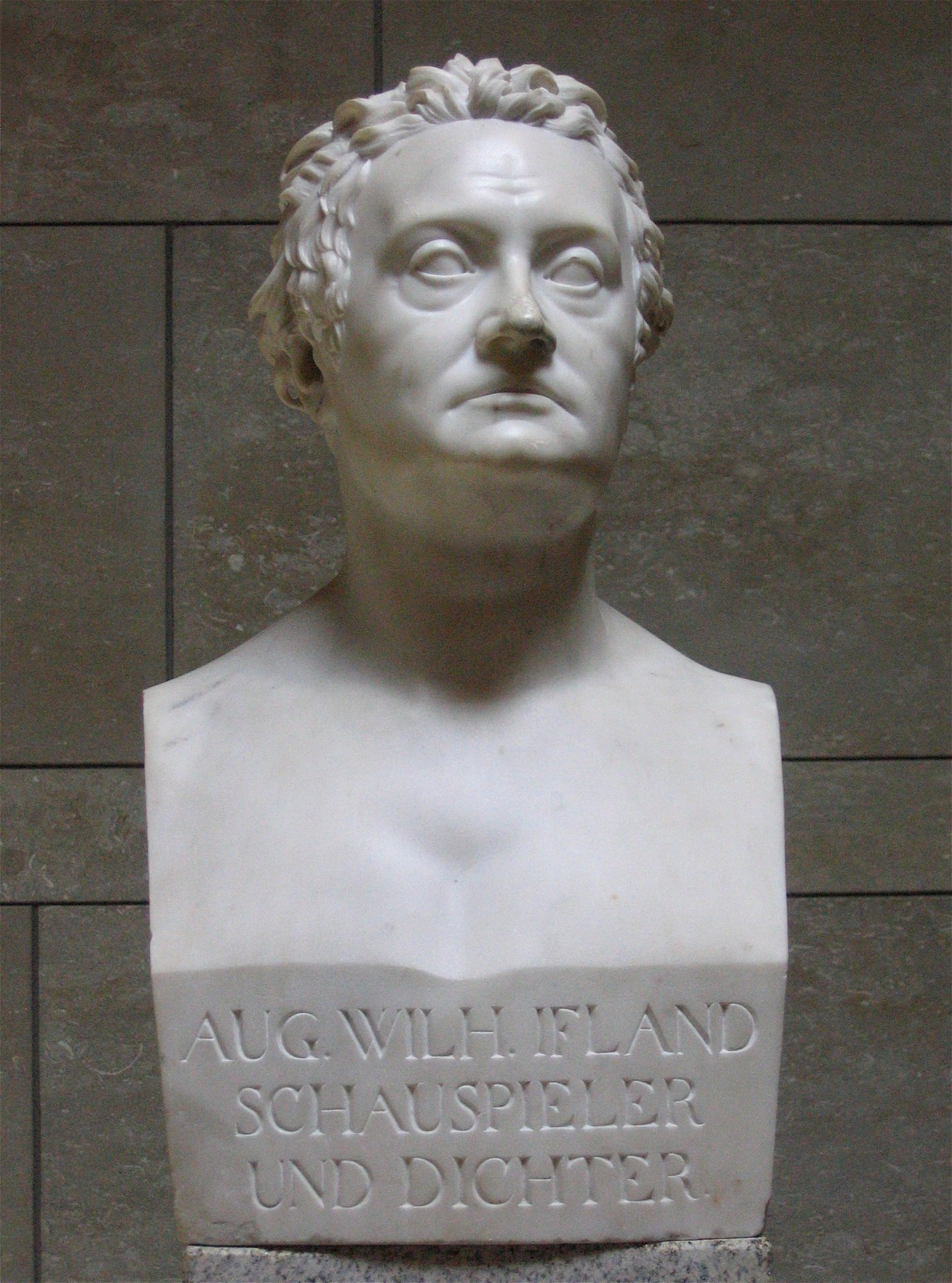
Busto de Iffland, obra de Johann Gottfried Schadow (1807).

August Wilhelm Iffland (Hanóver, 19 de abril de 1759 - Berlín, 22 de septiembre de 1814) fue un actor, dramaturgo y crítico teatral alemán.

## Biografía
Nacido en Hanóver, el padre de Iffland deseaba que fuera religioso, pero este se decantó por los escenarios. En 1777 se trasladó a Gotha para adquirir formación artística; allí aprendió de actores como Friedrich Wilhelm Gotter, Heinrich Beck, Conrad Ekhof y Johann David Beil. En 1779 fue contratado por el teatro de Mannheim (Mannheimer Bühne). En 1782 interpretó el papel de Franz Moor en el estreno de "Los bandidos" (Die Räuber), de Friedrich Schiller. El propio Schiller alabó su actuación afirmando que "Alemania encontrará en este joven un maestro". Durante su etapa en Mannheim, ambos mantuvieron una estrecha colaboración. En 1786 fue invitado por el conde Luis a la corte de Saarbrücken, donde actuó con asiduidad; allí escribió algunas obras por motivos económicos. En 1793 entraron las tropas revolucionarias francesas en Saarbrücken, destruyendo el Komödienhaus y obligando a Iffland a marcharse. Iffland actuó en todos los teatros importantes del país. En abril de 1796 lo hizo en Weimar por invitación de Johann Wolfgang von Goethe; durante su estancia en la localidad turingia, Karl August Böttiger documentó cada actuación de Iffland en una monografía. Ese mismo año, aceptó una llamada para establecerse en Berlín y convertirse en director del Teatro Nacional de Prusia, situado en la plaza Gendarmenmarkt de la capital. En 1811, se le nombraría también Direktor der königlichen Schauspiele, máximo responsable de las obras representadas ante la realeza. Bajo su mandato, el teatro berlinés se convirtió en uno de los más importantes de Alemania. Iffland falleció el 22 de septiembre de 1814 en Berlín y fue enterrado en el Jerusalems- und Neue Kirche Friedhof II de Berlín-Kreuzberg.
Existe un premio conocido como Anillo de Iffland que lleva su efigie y que se entrega a los actores más importantes de lengua germana. También fue el primer hijo predilecto de Saarbrücken (1790) y tiene calles en su honor en Hamburgo, Berlín, Stuttgart, Mannheim, Hanóver, Ludwigshafen, Múnich y Gotha. Delante del teatro de Mannheim, una estatua de bronce le recuerda desde 1864.

## Obra

### Ensayos
- Fragmente über Menschendarstellung (Gotha, 1785)
- Theorie der Schauspielkunst (Berlín, 1815, 2 tomos)
- Almanach für Theater und Theaterfreunde (Berlín, 1806-11, 5 tomos)

### Piezas teatrales (selección)
- Verbrechen aus Ehrsucht
- Die Jäger
- Die Hagestolzen
- Dienstpflicht
- Die Advokaten
- Der Herbsttag
- Die Mündel
- Elise von Valberg
- Die Aussteuer
- Die Reise nach der Stadt
- Albert von Thurneisen
- Die Räuber

### Autobiografía
- Über meine theatralische Laufbahn (Edición francesa de 1823 digitalizada (enlace roto disponible en Internet Archive; véase el historial, la primera versión y la última).)